# Buxus serpentinicola
Buxus serpentinicola är en buxbomsväxtart som beskrevs av E. Köhler. Buxus serpentinicola ingår i släktet buxbomar, och familjen buxbomsväxter. Inga underarter finns listade i Catalogue of Life.